# هيرب ميتشيل
هيرب ميتشيل هو لاعب هوكي الجليد كندي، ولد في 4 يناير 1895، وتوفي في 12 يناير 1969.

## وصلات خارجية
- هيرب ميتشيل على موقع دوري الهوكي الوطني (الإنجليزية)
- هيرب ميتشيل على موقع EliteProspects.com (الإنجليزية)
- هيرب ميتشيل على موقع HockeyDB.com (الإنجليزية)
- هيرب ميتشيل على موقع Hockey-Reference.com (الإنجليزية)